# شتاء نووي
الشتاء النووي (ويعرف أحياناً باسم الشتاء الذري) هو أثر بيئي افتراضي عن حالة الطقس التي يمكن أن تعقب أية حرب نووية. المتوقع أن يسود طقس بارد لمدة أشهر أو سنوات نتيجة الغمام والهباب الناتج عن الانفجارات النووية والذي يمكن أن ينتشر في الغلاف الجوي. نشطت هذه النظرية خلال الحرب الباردة بين الولايات المتحدة والاتحاد السوفييتي.
يُعتقد أن تأثيرات مناخية كبيرة مشابهة في الماضي قد تبعت سقوط مذنب نجمي بسبب حمله لصخور كبريتية بدأت بالتهشم عالياً بالطبقات العليا للهواء متحدة مع عدد كبير من العواصف النارية للغابات والتي تدعى في بعض الأحيان آثار الشتاء ويتبعها ثوران بركاني كبير وانتشار الكبريت بطبقات الستراتوسفير وتعرف هذه الظاهرة بالشتاء البركاني، وهو ينتج إثر تفجيرات نووية، وقد يُحدث تغير في أحوال الطقس ضار للبشر والزرع، و قد حدث هذا في الصحراء الجزائرية إثر التفجيرات النووية للمستعمر الفرنسي هناك.

## نظرة عامة
بدأ اعتبار «الشتاء النووي»، أو كما أُطلق عليه في البداية «الشفق النووي»، مفهومًا علميًا في ثمانينيات القرن العشرين، بعد أن بات من الواضح فقدان فرضية سابقة مصداقيتها، والتي تفترض أن انبعاثات أكاسيد النيتروجين المتولدة عن كرة النار ستدمر طبقة الأوزون. في هذا السياق، أصبحت الآثار المناخية للسناج الناتج عن الحرائق محور التركيز الجديد للآثار المناخية للحرب النووية. وفي هذه التصورات النموذجية، كان من المفترض أن تتكون سحابات مختلفة من السناج تحتوي على كميات غير مؤكدة من السناج فوق المدن، وآبار النفط، والمزيد من صوامع الصواريخ الريفية. بعد أن يقرر الباحثون كمية السناج، تُصمَّم التأثيرات المناخية لسحب السناج تبعًا لذلك. يُعد مصطلح «الشتاء النووي» مصطلحًا آخرًا صاغه ريتشارد ب. توركو في عام 1983 في إشارة إلى نموذج حاسوبي أحادي البعد أُنشئ لدراسة فكرة «الشفق النووي»، يتولد عن هذا النموذج أحادي البعد نتيجة تؤكد أن الكميات الهائلة من السناج والدخان ستبقى في الهواء لأعوام طويلة، الأمر الذي لا بد وأن يؤدي إلى هبوط حاد في درجات الحرارة على مستوى كوكب الأرض بالكامل. أبعد توركو نفسه لاحقًا بمنأى عن هذه الاستنتاجات أحادية البعد المتطرفة.
بعد فشل التكهنات حول آثار حرائق آبار النفط الكويتية في عام 1991، والتي وضعها فريق أولي من علماء المناخ المؤيدين لهذه الفرضية، مر أكثر من عقد من الزمن دون أن نشر أي أوراق علمية جديدة بشأن الموضوع. مؤخرًا، بدأ نفس الفريق من واضعي النماذج البارزين في ثمانينيات القرن العشرين بنشر نواتج النماذج الحاسوبية، إذ تسفر عن النماذج الأحدث نتائج عامة مماثلة لتلك التي توصلت إليها النماذج القديمة، ومفادها أن إشعال مئة عاصفة نارية، كل منها مماثل من ناحية الشدة إلى ما لوحظ في هيروشيما في عام 1945، قد يُنتج شتاءً نوويًا «طفيفًا». ينتج عن هذه العواصف النارية ضخ السناج (وخاصة الكربون الأسود) في طبقة الستراتوسفير الأرضية، وينجم عنه تأثير مضاد للغازات الدفيئة من شأنه خفض درجة حرارة سطح الأرض. تشير شدة التبريد في نموذج آلان روبوك إلى أن النتائج التراكمية لمئة من العواصف النارية بوسعها أن تخفض درجة حرارة المناخ العالمي درجة مئوية واحدة تقريبًا (1.8 درجة فهرنهايت)، مُلغيةً بذلك قدرًا كبيرًا من الاحتباس الحراري بشري المنشأ للسنتين أو ثلاث السنوات القادمة تقريبًا. لم ينمذج روبوك ذلك، بل تكهن بأنه سيتكبد خسائر زراعية عالمية نتيجة لذلك.
لما كان تفجير الأجهزة النووية غير ضروري لإشعال عاصفة نارية، عُدّ مصطلح «الشتاء النووي» تسمية مغلوطة نوعًا ما. تنص معظم الأوراق العلمية المنشورة حول هذا الموضوع على أن التفجيرات النووية، دون مسوغ نوعي، هي سبب آثار العاصفة النارية المنمذجة. يُعتبر استعجال التغيرات المناخية الناتج عن عاصفة نارية من السناج الظاهرة الوحيدة المنمذجة حاسوبيًا في الأوراق العلمية حول الشتاء النووي، وهو منتج يمكن إشعاله وتشكيله بكثير من الوسائل. رغم ندرة مناقشة هذه المسألة، فإن أنصار الفرضية يصرحون بأن تأثيرًا مماثلًا «للشتاء النووي» قد يحدث في حال إشعال مئة عاصفة نارية تقليدية.
تضمّن الافتراض الأولي الذي وضعه مصممو النماذج الحاسوبية ممن صاغوا هذا المصطلح في ثمانينيات العشرين عددًا أكبر بكثير من العواصف النارية، بالآلاف. تكهنوا بأن تكون هذه نتيجة أي توظيف واسع النطاق للأسلحة النووية المقاومة التي تنفجر بالهواء في أثناء الحرب الشاملة بين الولايات المتحدة والاتحاد السوفييتي. هناك عدد أكبر من العواصف النارية، التي لم تُنمذج بحد ذاتها، تُقدّم على أنها تسبب ظروف الشتاء النووي نتيجة للدخان الذي يدخل في نماذج مناخية مختلفة، مع أعماق التبريد الشديد التي تستمر لمدة عقد من الزمان. خلال هذه الفترة، قد يبلغ متوسط درجات الحرارة في الصيف 20 درجة مئوية (36 درجة فهرنهايت) في المناطق الزراعية الأساسية في الولايات المتحدة وأوروبا والصين، وقد يبلغ 35 درجة مئوية (63 درجة فهرنهايت) في روسيا. ينتج هذا التبريد عن انخفاض الإشعاع الشمسي الطبيعي الذي يصل إلى سطح الكوكب بنسبة 99% في السنوات القليلة الأولى، ويجري التخلص منه تدريجيًا على مدى عدة عقود من الزمان.
على الصعيد الجوهري، فمنذ ظهور أدلة فوتوغرافية لسحب طويلة، كان من المعروف أن العواصف النارية يمكنها ضخ دخان أو هباء من السناج إلى طبقة الستراتوسفير، إلا أن ديمومة هذا القدر الكبير من الهباء الجوي لم تكن معروفة. بصرف النظر عن الفريق الذي يواصل نشر النماذج النظرية حول الشتاء النووي، وجد مايك فروم، من معمل أبحاث البحرية الأمريكية، في عام 2006 تجريبيًا أن كل واقعة طبيعية لعاصفة نارية برية هائلة، أكبر بكثير من تلك التي لوحظت في هيروشيما، قد تُنتج تأثيرات طفيفة من «الشتاء النووي»، مع فترة قصيرة تبلغ مدة شهر تقريبًا من الانخفاض في درجات الحرارة السطحية الذي لا يمكن قياسه، وتقتصر على نصف الكرة الأرضية الذي اشتعلت فيه. يشبه هذا إلى حد ما الثورانات البركانية المتكررة التي تضخ الكبريتات في طبقة الستراتوسفير، ومن ثم تُنتج تأثيرات شتوية بركانية طفيفة، بل لا تذكر.
هناك مجموعة من الأدوات الخاصة بمراقبة العاصفة النارية والسناج والقائمة على الأقمار الصناعية والطائرات، وهي في طليعة المحاولات الرامية إلى تحديد عمر هذا الدخان، وكميته، وارتفاعه، وخصائصه البصرية بدقة. تُعد المعلومات المتعلقة بجميع هذه الخصائص ضرورية للتحقق فعليًا من طول أثر تبريد العواصف النارية وشدتها، بصرف النظر عن تنبؤات النموذج الحاسوبي الخاص بالشتاء النووي.
في الوقت الراهن، وفقًا لبيانات تتبع الأقمار الصناعية، يتلاشى الهباء الجوي لدخان الستراتوسفير في غضون فترة زمنية تقل عن شهرين تقريبًا. ما يزال من المقرر تحديد وجود أي دلالة تشير إلى نقطة تحول لحالة جديدة في الستراتوسفير مع استمرار وجود الهباء الجوي في هذا الإطار الزمني.

## الآلية

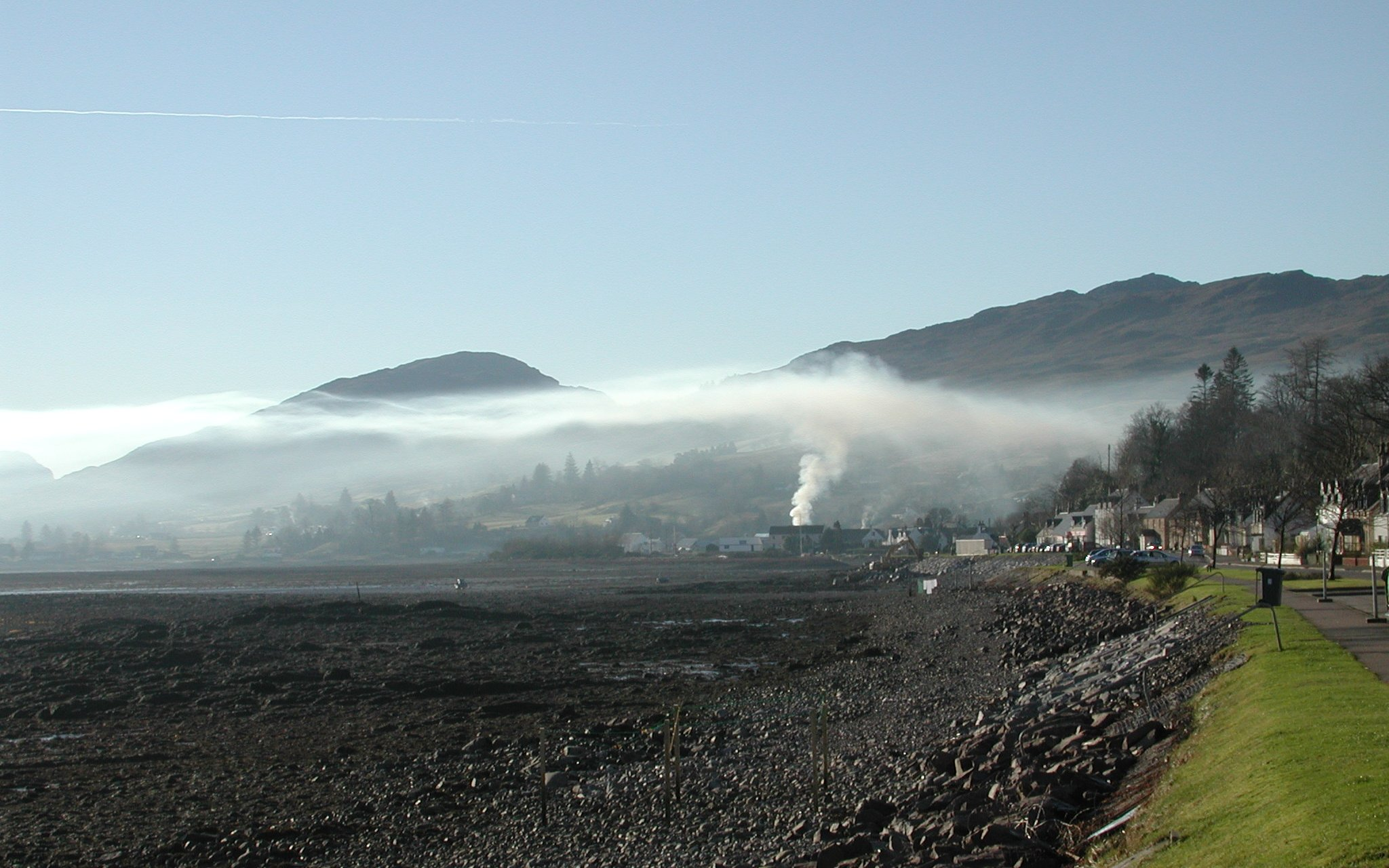
يشكل الدخان المتصاعد في Lochcarron سقفًا فوق الوادي بسبب انعكاس درجة الحرارة

يفترض سيناريو الشتاء النووي اشتعال مئة عاصفة نارية أو أكثر في المدن بفعل التفجيرات النووية، وانتشال العواصف النارية كميات كبيرة من دخان السناج إلى طبقة التروبوسفير العليا وطبقة الستراتوسفير السفلى جراء الحركة التي توفرها السحب النارية التي تتكون في أثناء عاصفة نارية. عند ارتفاع يبلغ 10 إلى 15 كيلومتر (6 إلى 9 أميال) فوق سطح الأرض، قد يؤدي امتصاص ضوء الشمس إلى زيادة سخونة السناج في الدخان، ما يؤدي إلى رفع بعضه أو كله إلى طبقة الستراتوسفير، حيث قد يدوم الدخان لسنوات في حال عدم وجود مطر لغسله. قد يؤدي هباء الجسيمات الجوي هذا إلى تسخين الستراتوسفير ومنع وصول جزء من ضوء الشمس إلى سطح الأرض، ما يؤدي إلى انخفاض درجات حرارة السطح بشكل كبير. من المتوقع في هذا السيناريو أن تكون درجات حرارة الهواء السطحي نفسها، أو أبرد منها، في شتاء منطقة معينة لمدة تتراوح من أشهر إلى عدة سنوات.
أطلق ستيفن شنايدر وآخرون على طبقة الانقلاب الحراري المستقرة المنمذجة التي تتكون من السناج الساخن، وتقع بين طبقة التروبوسفير وطبقة الستراتوسفير العليا، وتُنتج تأثير مكافحة الغازات الدفيئة، اسم «السموكيوسفير» في ورقتهم العلمية لعام 1988.